# 러시아의 세계유산

러시아의 세계유산은 세계유산 위원회를 거쳐 유네스코 세계유산에 등재된 러시아의 세계유산을 일컫는다. 러시아는 소련 시절이던 1988년 10월 12일 유네스코 조약에 비준한 이래, 19건의 문화유산과 11건의 자연유산을 보유하고 있다. 

## 목록

### 문화유산
| No. | 사진           | 등록명                                                   | 소재지                                                                                               | 등록년도 | 등록기준          | 유네스코 지정번호 | 비고                   |
| 1   | 성 이사악 성당 | 상트페테르부르크 역사 지구와 관련 기념물군               | 상트페테르부르크                                                                                     | 1990년   | (ⅰ), (ⅱ) (ⅳ), (ⅵ) | 540               |                        |
| 2   |                | 키지 포고스트                                            | 카렐리야 공화국                                                                                      | 1990년   | (ⅰ), (ⅳ), (ⅴ)     | 544               |                        |
| 3   |                | 모스크바의 크렘린 궁전과 붉은 광장                       | 모스크바                                                                                             | 1990년   | (ⅰ), (ⅱ) (ⅳ), (ⅵ) | 545               |                        |
| 4   |                | 노브고로드 역사 기념물군과 주변 건축물                   | 노브고로드주                                                                                         | 1992년   | (ⅱ), (ⅳ), (ⅵ)     | 604               |                        |
| 5   |                | 솔로베츠키 제도 문화 역사 유적군                         | 아르한겔스크주                                                                                       | 1992년   | (ⅳ)               | 632               |                        |
| 6   |                | 블라디미르와 수즈달의 백색 기념물군                      | 블라디미르주                                                                                         | 1992년   | (ⅰ), (ⅱ), (ⅳ)     | 633               |                        |
| 7   |                | 세르기예프포사트의 트로이체 세르기예프 수도원 고고 유적  | 모스크바주                                                                                           | 1993년   | (ⅱ), (ⅳ)          | 657               |                        |
| 8   |                | 콜로멘스코예의 예수 승천 교회                            | 모스크바주                                                                                           | 1994년   | (ⅱ)               | 634               |                        |
| 9   |                | 카잔 크렘린 역사 건축물                                  | 타타르스탄 공화국                                                                                    | 2000년   | (ⅱ), (ⅲ), (ⅳ)     | 980               |                        |
| 10  |                | 페라폰토프 수도원 유적                                   | 볼로그다주                                                                                           | 2000년   | (ⅰ), (ⅳ)          | 982               |                        |
| 11  |                | 쿠로니아 모래톱                                          | 러시아 칼리닌그라드주 리투아니아 클라이페다주                                                        | 2000년   | (ⅴ)               | 994               | 리투아니아와 공동 등재 |
| 12  |                | 데르벤트의 성채, 고대 도시, 요새 건물                    | 다게스탄 공화국                                                                                      | 2003년   | (ⅲ), (ⅳ)          | 1070              |                        |
| 13  |                | 노보데비치 수도원                                        | 모스크바                                                                                             | 2004년   | (ⅰ), (ⅳ), (ⅵ)     | 1097              |                        |
| 14  |                | 야로슬라블 역사지구                                      | 야로슬라블주                                                                                         | 2005년   | (ⅱ), (ⅳ)          | 1170              |                        |
| 15  |                | 스트루베 측지 아크                                       | 러시아 레닌그라드주 노르웨이 스웨덴 핀란드 에스토니아 라트비아 리투아니아 벨라루스 몰도바 우크라이나 | 2005년   | (ⅱ), (ⅲ), (ⅵ)     | 1187              | 10개국 공동 등재       |
| 16  |                | 볼가르 역사 고고 유적군                                  | 타타르스탄 공화국                                                                                    | 2014년   | (ⅱ), (ⅵ)          | 981               |                        |
| 17  |                | 도시 - 섬인 스비야시스크에 있는 성모승천 대성당과 수도원 | 타타르스탄 공화국                                                                                    | 2017년   | (ⅱ), (ⅳ)          | 1525              |                        |
| 18  |                | 프스코프 학파의 성당 건축물                              | 프스코프주                                                                                           | 2019년   | (ⅱ)               | 1523              |                        |
| 19  |                | 백해와 오네가호의 암각화                                 | 카렐리야 공화국                                                                                      | 2021년   | (ⅲ)               | 1654              |                        |

### 자연유산
| No. | 사진 | 등록명                    | 소재지                     | 등록년도      | 등록기준          | 유네스코 지정번호 | 비고             |
| 1   |      | 코미 원시림               | 코미 공화국                | 1995년        | (ⅶ), (ⅸ)          | 719               |                  |
| 2   |      | 바이칼호                  | 이르쿠츠크주 부랴트 공화국 | 1996년        | (ⅶ), (ⅷ) (ⅸ), (ⅹ) | 754               |                  |
| 3   |      | 캄차카 화산군             | 캄차카 변경주              | 1996년        | (ⅶ), (ⅷ) (ⅸ), (ⅹ) | 765               |                  |
| 4   |      | 알타이 황금 산맥          | 알타이 공화국              | 1998년        | (ⅹ)               | 768               |                  |
| 5   |      | 캅카스 서부 지역          | 크라스노다르 변경주        | 1999년        | (ⅸ), (ⅹ)          | 900               |                  |
| 6   |      | 시호테알린산맥 중부 지역  | 프리모르스키 변경주        | 2001년 2018년 | (ⅹ)               | 766               |                  |
| 7   |      | 우브스 누르 분지          | 러시아 - 몽골 국경지대     | 2003년        | (ⅸ), (ⅹ)          | 769               | 몽골과 공동 등재 |
| 8   |      | 브란겔섬의 자연 보호 지역 | 축치 자치구                | 2004년        | (ⅸ), (ⅹ)          | 1023              |                  |
| 9   |      | 푸토라나고원              | 크라스노야르스크 변경주    | 2010년        | (ⅶ), (ⅸ)          | 1234              |                  |
| 10  |      | 레나 필라스 자연공원      | 사하 공화국                | 2012년        | (ⅶ)               | 1299              |                  |
| 11  |      | 다우리아 경관             | 러시아 - 몽골 국경지대     | 2017년        | (ⅸ), (ⅹ)          | 1448              | 몽골과 공동 등재 |

## 지역별 분포
| 유럽 러시아 |
| ----------- |

| 러시아 전역 |
| ----------- |

 문화유산 (1.세르기예프포사트의 트로이체 세르기예프 수도원 | 2.콜로멘스코예의 예수 승천 교회 | 3.노보데비치 수도원
　 　 　　　4.블라디미르와 수즈달의 백색 기념물군 | 5.크렘린 궁 | 6.붉은 광장 | 7.상트페테르부르크 | 8.프스코프)

 자연유산 (9.다우리아 경관)

 복합유산